# Північний схід штату Ріу-Гранді-ду-Сул (мезорегіон)
Північний схід штату Ріу-Гранді-ду-Сул (порт. Mesorregião do Nordeste Rio-Grandense) — адміністративно-статистичний мезорегіон у Бразилії, входить у штат Ріу-Гранді-ду-Сул.
Населення становить 1 035 932 осіб на 2008 рік. Займає площу 25 749,128 км². Густота населення — 39,2 ос./км².

## Склад мезорегіону
У мезорегіон входять наступні мікрорегіони:
1. Кашіас-ду-Сул
2. Гуапоре
3. Вакарія

| Бразилія | Це незавершена стаття з географії Бразилії. Ви можете допомогти проєкту, виправивши або дописавши її. |